# Globba garrettii
Globba garrettii är en enhjärtbladig växtart som beskrevs av Kerr. Globba garrettii ingår i släktet Globba och familjen Zingiberaceae.
Artens utbredningsområde är Thailand. Inga underarter finns listade i Catalogue of Life.